# لوبوتومی
لوبوتومی (Lobotomy) یا لوکوتومی (Leucotomy) نام نوعی جراحی افراطی و منسوخ‌شده بر روی مغز انسان است که در نیمهٔ اول قرن بیستم به منظور درمان اختلالات روانی انجام می‌شد. پروسهٔ خطرناک لوبوتومی که بر پایهٔ ایجاد برش و آسیب تعمّدی به لوب پیشانی مغز استوار بود، معمولاً نتیجهٔ معکوس و مخرب داشت و در بهترین حالت بیمار را در حالت بی‌تفاوتی حسی، شناختی و عاطفی نسبت به دنیای پیرامون قرار می‌داد. این جراحی امروزه غیرعلمی و غیراخلاقی شناخته می‌شود.!
.

## روش کار
در گذشته تصور می‌شد که اختلال اصلی در بسیاری از بیماری‌های روانی مانند سایکوز در کورتکس قسمت پره‌فرونتال (قسمتی از قشر مغز در ناحیه زیر پیشانی) است لذا درمان را در تخریب یا قطع ارتباطات این بخش از مغز می‌دانستند. لوبوتومی تخریب بخش‌های قدامی لوب فرونتال مغز یا جداکردن ارتباط این بخش از راه‌های مغزی با سایر قسمت‌های مغز است. شیوه‌های مختلفی برای این عمل وجود دارد ولی اغلب اینکار با سوراخ کردن جمجمه و وارد کردن وسیله جراحی به نام لوکوتوم انجام می‌شده‌است.

## تاریخچه
آنتونیو مونیس از پیشگامان این روش بوده‌است و به همین دلیل جایزه نوبل پزشکی ۱۹۴۹ را دریافت نموده‌است. دکتر والتر فریمن در سال ۱۹۴۱ روی خواهر ۲۳ ساله «جان اف کندی» یعنی رزماری کندی عمل لوبوتومی را انجام داد که نتیجه خوشایندی نداشت. لوبوتومی از دهه شصت میلادی به بعد منسوخ شده‌است و تلقی عمومی از آن، عملی وحشیانه است. در طی سال‌هایی که لوبوتومی معمول بود، ۴۰ هزار بیمار در آمریکا، ۱۷ هزار در بریتانیا و ۹۳۰۰ بیمار در سه کشور فنلاند، نروژ و سوئد مورد لوبوتومی قرار گرفتند.
عوارض زیاد عمل لوبوتومی و همچنین وجود شیوه‌های نوین درمان باعث اجتناب از لوبوتومی شد. از این روش در فیلم سینمایی دیوانه از قفس پرید و جزیره شاتر و سریال ratched یاد شده‌است و سریال Marcella (فصل دوم) نیز حول انجام این عمل ساخته شده‌است. در گذشته، پزشکان و متخصصان در برخی از اعمال جراحی لوبوتومی بدون توجه به رضایت یا عدم رضایت بیماران به درمان، صرفاً با استناد به لزوم رعایت مصلحت بیمار یا جامعه، آنان را تحت جراحی‌های خطرناک قرار می‌دادند که سپس در برخی کشورها مانند کانادا، قانون‌گذار با وضع مقررات خاصی در این موضوع مداخله کرد. انجام این عمل در شوروی ممنوع و غیراخلاقی شناخته می‌شد.
عمل‌های لوبوتومی امروزه از ننگ‌های تاریخ پزشکی جهان محسوب می‌شوند.